# Boudewijn Donker Curtius
Boudewijn Donker Curtius (Helmond, 4 april 1746 - Den Haag, 6 februari 1832) was een bekend jurist en politicus in de Bataafse Republiek.

## Familie
Donker Curtius werd geboren als enig zoon van Hendrik Donker en Boudewina Curtius. Zijn vader had uit een eerdere relatie twee zoons: Dirk en Nathaniel Donker. Hij trouwde in 1774 te Waalwijk met Cornelia Hendrica Strachan (1755-1831), dochter van sir William Strachan, baronet, en Sophia Serafina van Bracht. Hij overleed te 's-Gravenhage op 6 februari 1832.

## Loopbaan
Na de lagere school te Helmond volgde hij de Franse en Latijnse School te 's-Hertogenbosch. Vervolgens studeerde hij rechten te Leiden. Zijn loopbaan begon hij als advocaat te 's-Hertogenbosch, waar hij tevens assistent van de Bossche pensionaris Antoni Martini was. Hij toonde zich een patriot in de strijd voor de gelijkberechtiging van Brabant aan het einde van de 18de eeuw. In 1795 werd hij vanwege zijn kennis van de Generaliteitslanden benoemd tot secretaris van het Comité te Lande (de opvolger van de Raad van State). Uiteindelijk zou de politiek hem danig tegenstaan vanwege de partijschappen die in die dagen het landsbestuur kenmerkten, en keerde hij definitief terug naar het juridische vak. Hij was lid van de codificatiecommissie van 1798 en fungeerde tot zijn overlijden als kamerpresident van de hoogste landelijke rechtscolleges, zoals het Nationaal Gerechtshof, het Keizerlijk Gerechtshof en het Hoog Gerechtshof der Verenigde Nederlanden.

## Zonen
Boudewijn Donker Curtius had verscheidene beroemde zonen, zoals Dirk Donker Curtius, de latere minister van Binnenlandse Zaken, Willem Boudewijn Donker Curtius van Tienhoven, president van de Hoge Raad, Hendrik Herman Donker Curtius, president van de Hervormde Synode, en Benjamin Donker Curtius, de eerste president der Posterijen in Amsterdam.

## Memoires
Boudewijn Donker Curtius heeft zijn memoires nagelaten, waarin hij boeiend, gedetailleerd en humorvol over zijn bewogen leven schrijft. Deze memoires zijn in 2010 uitgegeven: Maarten W. van Boven (ed), Afscheid van de wereld. De autobiografie van Boudewijn Donker Curtius 1746-1832
(Hilversum, 2010).